# ناثان هال
ناثان هال (بالإنجليزية: Nathan Hall)‏ هو لاعب كرة قدم ومدرب كرة قدم أسترالي، ولد في 16 أبريل 1985 في سيدني في أستراليا. لعب مع نادي أميكال ‏.